# Baldur's Gate
Baldur's Gate (укр. Брама Балдура) — культова фентезійна рольова відеогра, розроблена BioWare і випущена Interplay Entertainment у 1998 році. Це перша гра в серії Baldur's Gate, події якої відбуваються у всесвіті Забутих Королівств — розгорнутій фентезійній кампанії, з використанням модифікованої версії правил 2-го видання Advanced Dungeons & Dragons (далі AD&D). Це була перша гра побудована на рушії Infinity Engine, який Interplay в подальшому взяли за основу для інших своїх ігор, зокрема серію Icewind Dale і Planescape: Torment.
Після свого виходу гра отримала міжнародне схвалення критиків та вважається відправною точкою для розквіту рольового жанру у ігровій індустрії. У 1999 році гра отримала сюжетне розширення під назвою Tales of the Sword Coast та у 2000 році продовження під назвою Baldur's Gate II: Shadows of Amn. Майже через дев'ять років після випуску оригінальної гри, студія Beamdog випустила HD-ремейк Baldur's Gate: Enhanced Edition, на основі покращеної версії Infinity Engine. У 2023 році Larian Studios випустили Baldur's Gate III.

## Ігровий процес

Скріншот Baldur's Gate: Enhanced Edition, який демонструє інтерфейс користувача, розроблений BioWare з метою забезпечення відносної легкості при використанні шаблону інтерфейса з ігор на основі D&D ліцензії. Гра також значною мірою покладається на сюжет і діалоги як рушійні чинники передачі основного сюжету.

Baldur's Gate — це ізометрична гра в перспективі від третьої особи з видом зверху вниз. Управління здійснюється через інтерфейс користувача, який дозволяє гравцю переміщувати персонажів, переглядати інформацію про поточні квести та керувати інвентарем та складом активної групи. Екран не центрується на підконтрольних персонажах, а вільно переміщується за допомогою миші та клавіатури, остання також здатна задавати різні ігрові параметри за допомогою визначених комбінацій клавіш. Усі ігрові механіки було створено відповідно до правил правил 2-го видання Advanced Dungeons & Dragons, причому гра автоматично обчислює тонкощі правил, зокрема відстеження статистики та кидання віртуальних кубиків. Незважаючи на те, що гра ведеться в режимі реального часу, деякі елементи набору правил було змінено, щоб дозволити можливість активної тактичної паузи.
На початку нової гри, гравці повинні створити нового персонажа, (або імпортувати вже створеного у попередньому проходженні), задавши його ім'я, стать, расу, клас та походження, а також розподілити певні показники здібностей та навичок. Нові персонажі також можуть бути мультикласовими, але повинні дотримуватися відповідних обмежень, згідно з правилами 2-го видання AD&D.
Основна історія гри поділена на вісім частин, які включають пролог і сім розділів. Кожен розділ вимагає від гравця виконання певного завдання, щоб продовжити. Деякі області карти недоступні, доки гравець не перейде до певної глави. Гравець може мати до п'яти напарників у своїй активній групі, причому гравець вільний вирішувати, кого залучити чи звільнити з групи.
Система інвентарю дозволяє кожному персонажу споряджати предмети, класифіковані як: зброя, боєприпаси, обладунки, шоломи, кулони, персні, пояси, плащі, або взуття. На кількість предметів, які персонаж може носити з собою впливає обмеження їх ваги, яке залежить від показників сили персонажів у ігровій партії, а перевищення цього ліміту перевантажить персонажа, змушуючи його рухатися повільно, або завадить йому рухатися взагалі. Ігрова механіка також вказує спорядження, яке окремо взяті персонажі можуть використовувати відповідно до їх класів та кількість доступних для зброї слотів; за замовчуванням усі персонажі мають два слоти для зброї, а також слот для щитів. Деякі класи надають персонажам додаткові слоти для зброї. Персонажі можуть використовувати три слоти для боєприпасів далекобійної зброї і три різні типи корисних предметів (зілля, свитки та жезли).
Система репутації, яка відстежує моральний компас протагоніста і впливає на те, як його/її сприймають неігрові персонажі. Персонаж із вищою репутацією отримає знижки в магазинах і навіть деякі квести вимагають встановленого репутаційного мінімуму. Тоді як нижча репутація змушує магазини підвищувати ціни, а в деяких випадках може призвести до нападу на персонажа в місті. Негативне чи позитивне ставлення компаньйонів до протагоніста також напряму залежить від його/її репутації, кожен із них має свій прописаний моральний компас і реагує на дії гравця відповідно до нього.

## Розробка
Розробка Baldur's Gate під робочою назвою Forgotten Realms розпочалась в 1995 році канадською студією BioWare. За словами Рея Музики, співзасновника студії, «наш головний програміст фактично прочитав кожну книгу [Forgotten Realms] — усе, кожне оповідання. Для нього це було дуже важливим. Він справді повністю зануритися у серію». На розробку гри було пущено багато часу та ресурсів тоді ще невеликої студії BioWare, більшість з яких було витрачено на створення ігрового рушія Infinity Engine. Основною мовою програмування проєкту зробили Lua. DirectDraw використовувався для графіки. Розробники черпали натхнення з проєкту 1988 року, Wasteland, що особливо сильно вплинуло на філософію дизайну Baldur's Gate, в основі якого лежить наявність більш ніж одного методу досягнення кожної задачі.
Незвично для того часу, графіка не була тайловою, кожен фон рендерився окремо, що значно подовжило час, необхідний для розробки. На момент випуску гри ніхто з шістдесяти членів команди раніше не брав участі у випуску жодної відеоігри. За словами Рея Музики, команда мала «пристрасть і любов до мистецтва», і вони розвинули «спільний дух геймдизайну». Він також зауважив, що гра стала успішною завдяки співпраці студії з Interplay Entertainment.
Baldur's Gate було випущено 21 грудня 1998 року під видавництвом Black Isle Studios, внутрішнім підрозділом Interplay Entertainment.

## Реліз
За словами Фергуса Уркхарта, комерційні прогнози Interplay для Baldur's Gate були «дуже низькими». Він зазначив, що штаб-квартира видавництва в Британії передбачила нульовий прибуток у цьому регіоні. За словами Удо Гоффмана з PC Player, очікуваний обсяг німецького ринку становив «не більше 50 тисяч» копій. Внутрішня цільова кількість продажів для BioWare становила 200 тисяч одиниць по всьому світу, число, яке Дейв Вудс з PC Zone назвав «достатнім для роботи над продовженням». Однак гра стала несподіваним комерційним хітом. Рей Музика пояснив цей успіх частково тим, що проєкт був зроблений за ліцензією на Dungeons & Dragons і частково рішенням команди використовувати відгуки фанатів під час розробки, що, на його думку, збільшило привабливість гри для масового ринку.
За словами Марка Ашера з CNET Gamecenter, після надходження до роздрібних торгових точок 21 грудня 1998 року Baldur's Gate почав продаватися з «феноменальною швидкістю». У той час він писав, що «перший тираж у 50 тисяч копій був розпроданий негайно, і ельфи Interplay наполегливо працюють, щоб доставити якомога більше копій гри у магазини». Baldur's Gate дебютувала в Сполучених Штатах на третьому місці в рейтингу продажів відеоігор за тиждень і утримувала своє місце в топі до 2 січня 1999 року. Наприкінці 1998 року гра розійшлася тиражем 55 071 копій, що принесло 2,56 мільйона доларів прибутку. За другий тиждень Baldur's Gate піднявся на друге місце в Сполучених Штатах. На міжнародному рівні гра дебютувала під першим номером у рейтингу відеоігор Media Control для німецького ринку в першій половині січня 1999 року і досягла першого місця в Chart-Track на ринку Англії на другий тиждень. За даними Interplay, Baldur's Gate також зайняла перше місце в чартах Канади та Франції. Глобальні продажі досягли 175 тисяч копій до середини січня 1999 року, і Лос-Анджелес Таймс назвала цей показник найшвидшим за всю історію Interplay, що в підсумку призвело до підвищення ціни акцій компанії.
У Сполучених Штатах Baldur's Gate залишалася в щотижневому топ-3 PC Data з 10 січня по 6 лютого. Гра посіла перше місце в січні 1999 року з продажами 80 500 копій і доходом у $3,6 млн того місяця. Дефіцит поставок фізичних копій тривав протягом майже всього січня. Гра також зайняла першу позицію за версією Media Control протягом усього місяця і утримувала перше місце на англійському ринку на третьому тижні продажів. Згодом Baldur's Gate зайняла 4-ту позицію за лютий на ринку Німеччини та 3-ту у Сполучених Штатах після того, як утримувалася в щотижневій десятці останніх країн з 7 лютого по 6 березня. До середини лютого Gamecenter повідомив про продажі у 450 тисяч копій, яку Ашер назвав «найбільшим хітом Interplay з часів Descent» і спростуванням загальноприйнятої думки, що рольові ігри комерційно відмирають. До кінця місяця продажі по всьому світу склали понад 500 тисяч копій. Незважаючи на ці цифри, Interplay у своєму звіті за четвертий квартал 1998 року зазначили збитки у $16 млн та $28 млн за рік. Браян Фарго частково пов'язав збитки з Baldur's Gate, він писав, що компанія «не відвантажувала [фізичні копії] до останніх днів 1998 року, що скоротило поставки в кварталі приблизно до половини запланованого обсягу».
Baldur's Gate зберегла свою безперервну присутність в щотижневому топ-10 PC Data до 27 березня. Проте гра утримувалася в британському топ-20 Chart-Track протягом квітня, після 13 тижнів і в топ-10 і топ-20 за версією Media Control протягом другої половини березня, квітня та травня. Продажі Baldur's Gate на німецькому ринку протягом перших місяців досягли 90 тисяч копій, що стало успіхом для регіону. До кінця травня 1999 року гра отримала «золоту» нагороду від Verband der Unterhaltungssoftware Deutschland (VUD) за продаж щонайменше 100 000 копій по всій Німеччині, Австрії та Швейцарії. Одночасно з випуском доповнення Tales of the Sword Coast у Сполучених Штатах, Baldur's Gate повернулася до топ-10 PC Data. Згодом гра остаточно закріпилася у щомісячному топ-20 з травня по серпень 1999 року.
Interplay повідомили про продажі Baldur's Gate в усьому світі у кількості майже 700 тисяч копій до червня, ця відеогра стала другою найбільш продаваною комп'ютерною грою в Сполучених Штатах у першій половині 1999 року після SimCity 3000. Станом на вересень було продано понад 300 тисяч одиниць і зароблено приблизно $15 млн доходу в США тільки протягом 1999 року. Видання PC Accelerator зазначили, що цей успіх «викликав майже чутне зітхання полегшення у видавця Interplay». До листопада 1999 року продажі Baldur's Gate наблизились до 1 мільйона копій по всьому світу. Гра зайняла дев'яте місце в 1999 році в Сполучених Штатах із загальним показником 356 448 продажів того року. З $15,7 млн доходу, це була сьома комп'ютерна гра в країні в 1999 році.
Продажі Baldur's Gate продовжили зростати в 2000 році: до березня вони перевищили відмітку у 500 тисяч копій, проданих у Сполучених Штатах, що змусило видання GameSpot назвати гру «беззаперечним комерційним блокбастером». Продажі в США зросли до 600 тисяч копій до квітня 2001 року, тоді як глобальні продажі склали 1,5 мільйона копій того ж травня. Тільки з лютого 2001 року до першого тижня листопада в Сполучених Штатах було продано 83 208 копій гри. У всьому світі продажі Baldur's Gate зрештою перевищили 2,2 мільйона копій до початку 2003 року. До 2015 року було продано близько 2,8 мільйонів копій гри.

## Оцінки і відгуки
| Агрегатор  | Оцінка |
| ---------- | ------ |
| Metacritic | 91/100 |

| Видання               | Оцінка |
| --------------------- | ------ |
| Computer Gaming World | [ 70 ] |
| GameSpot              | 9.2/10 |
| IGN                   | 9.4/10 |
| Maximum PC            | 9/10   |
| Next Generation       | [ 74 ] |
| PC Gamer (США)        | 94/100 |

Baldur's Gate отримала позитивні відгуки практично від усіх великих видань комп'ютерних ігор, які рецензували її. Під час випуску гри PC Gamer US сказали, що Baldur's Gate «панує над усіма рольовими іграми, доступними на даний момент, і встановлює нові стандарти для майбутніх». Журнал Computer Shopper назвав її «очевидно найкращою грою AD&D, яка коли-небудь прикрашала екран ПК». Журнал Maximum PC порівняв ігровий процес із Diablo, але відзначив більший вибір функцій і опцій. Піксельні модельки персонажів були розкритиковані, але рецензент заявив, що «чудово відтворене тло компенсує цей недолік». Основною критикою були проблеми з алгоритмом пошуку шляху для неігрових персонажів. Незважаючи на це, гра була визнана «миттєвою класикою» через кількість дозволених налаштувань, «плавні сюжетні лінії» та високу реіграбельність. Рецензент з Pyramid відчув, що навколо розробки гри «базовий вайб був позитивним», а «фактичні результати неоднозначні, але є реальні перспективи на майбутнє» завдяки наявності тут Infinity Engine.

## Нагороди
Baldur's Gate була названа «Найкращою рольовою грою» 1998 року Академією інтерактивних мистецтв і наук, Академією пригодницького мистецтва та дизайну, Computer Gaming World, Конференцією розробників ігор, Computer Games Magazine, IGN, CNET Gamecenter, The Electric Playground, RPG Vault, PC Gamer US і GameSpot. IGN, Computer Games Magazine і RPG Vault також вручили їй нагороди «Гра року». Редактори Computer Games Magazine написали, що Baldur's Gate «має все, що ви можете побажати від комп'ютерної гри».
Baldur's Gate посіла 3 місце в списку CBR 2020 року «10 найкращих історій про D&D» — у статті стверджується, що «крім того, що гра дає деяке уявлення про Узбережжя мечів, гра також пропонує різноманітний склад персонажів, яких ваш персонаж може завербувати у свою групу. Цей склад героїв служить чудовим джерелом натхнення для створення цікавих персонажів для гравців».

## Спадщина
Згідно з IGN, вклад Baldur's Gate у відродження жанру рольових відеоігор «величезний». Джон Харріс з Gamasutra писав, що гра «врятувала комп'ютерні D&D від сміттєвого кошика». Відповідно до GameSpy, Baldur's Gate стала «тріумфом», який «одноосібно відродив» комп'ютерні рольові ігри і «майже змусив геймерів пробачити Interplay за Descent to Undermountain». У 2014 році IGN поставили Baldur's Gate на п'яте місце в своєму списку «11 найкращих D&D ігор усіх часів». Філ Севідж з PC Gamer високо оцінив дизайн рівнів, заявивши, що «Брама Балдура [локація] здається величезною, захоплюючою та небезпечною — як справжнє місто».
Baldur's Gate була першою грою в серії Baldur's Gate. За нею вийшло доповнення Tales of the Sword Coast (1999), потім продовження Baldur's Gate II: Shadows of Amn (2000) і його доповнення Throne of Bhaal (2001). Станом на 2006 рік загальний обсяг продажів усіх релізів серії склав майже п'ять мільйонів копій. Серія встановила стандарт для інших ігор, які використовують правила AD&D, особливо тих, які розроблені BioWare та Black Isle Studios: Planescape: Torment (1999), Icewind Dale (2000) і Icewind Dale II (2002). У 1999 році Філіп Атанс написав заснований на грі однойменний роман.
Baldur's Gate було перевидано разом із доповненням у 2000 році як «Baldur's Gate Double Pack» і знову у 2002 році як колекція з трьох компакт-дисків під назвою «Baldur's Gate: The Original Saga». У 2002 році гра та її розширення були випущені разом із Icewind Dale, Icewind Dale: Heart of Winter і Planescape: Torment як «Black Isle Compilation». У 2004 році він був перевиданий, цього разу разом з Icewind Dale II, у другій частині збірки. Atari опублікували «Baldur's Gate 4 in 1 Boxset», включаючи всі чотири ігри на DVD та CD.
Baldur's Gate з усіма своїми доповненнями були випущені в цифровому вигляді на Good Old Games (пізніше GOG.com) 23 вересня 2010 року. Вона також стала доступна через додаток GameStop як частину «D&D Anthology: The Master Collection», яка також включає доповнення Baldur's Gate: Tales of the Sword Coast, Baldur's Gate II: Shadows of Amn, Baldur's Gate II: Throne of Bhaal, Icewind Dale, Icewind Dale: Heart of Winter, Icewind Dale: Trials of the Luremaster, Icewind Dale II, Planescape: Torment і The Temple of Elemental Evil.
15 березня 2012 року було анонсовано ремейк під назвою Baldur's Gate: Enhanced Edition. Через п'ять днів Beamdog оголосили, що Enhanced Edition також буде випущено для Apple iPad. Гра була випущена для Microsoft Windows 28 листопада 2012 року, для iPad на базі iOS 6 або новішої версії 7 грудня 2012 року, для Mac OS X 22 лютого 2013 року та для Android 17 квітня 2014 року. У 2014 році українська перекладацька спілка «Шлякбитраф» випустила офіційну локалізацію для Baldur's Gate: Enhanced Edition. Skybound Games, підрозділ Skybound Entertainment, 15 жовтня 2019 року випустили Baldur's Gate: Enhanced Edition на PlayStation 4, Xbox One і Nintendo Switch.
У 2019 році Larian Studios оголосили про розробку Baldur's Gate III та випустили її у 2023 році.